# Boban Babunski
Boban Babunski, född 5 maj 1968 i Skopje, Jugoslavien (nuvarande Nordmakedonien), är en makedonsk (tidigare jugoslavisk) före detta fotbollsspelare.